# 24 Horas
24 Horas, abbreviato in 24h, è un'emittente televisiva spagnola nata il 15 settembre 1997, prima e unica all news spagnola.
L'attuale direttrice è Cristina Ónega.

## Storia
24 Horas nasce il 15 settembre 1997 alle 14:00, divenendo il primo canale all-news in tutta la Spagna. Veniva trasmesso inizialmente solo via satellite.
La programmazione è composta, oltre che di notiziari, anche da prese dirette degli eventi più importanti in Spagna e nel mondo, e da programmi di approfondimento, che spesso parlano anche dell'America Latina, luoghi con cui la Spagna ha un forte legame storico-culturale.
Nel 2005 sbarca in chiaro sul digitale terrestre e per l'occasione cambia logo e grafica.
Nel 2006 ha trasmesso i duelli Prodi-Berlusconi per le elezioni.
Il segnale di 24 Horas viene ritrasmesso in simulcast su La 1 dal lunedì al venerdì dalle 6:00 alle 6:30 e nel weekend dalle 6:00 alle 9:30.
Il 31 agosto 2008, in occasione del restyling grafico di RTVE, 24 Horas cambia il logo e, nell'ottobre successivo, la grafica, uniformandosi così alla nuova immagine del gruppo radiotelevisivo.
Nel 2013 viene inaugurato +24, canale web multischermo che ritrasmette fino a 5 segnali diversi in contemporanea.

## Programmi
- 24h en directo
- Agrosfera
- Aquí parlem
- Cámara abierta 2.0
- Conversatorios en Casa de América
- Crónicas
- Deportes 24h
- Diario 24
- Diario América
- El Mundo en 24h
- El Tiempo 24h
- Emprende
- Emprende Digital
- Europa 24h
- Fue Informe
- Informe Semanal
- La Galería
- La hora cultural
- La noche en 24h
- La tarde en 24h
- Lab24
- La hora de La 1
- NCI: Noticias Culturales Iberoamericanas
- Noticias 24h
- Parlamento
- Repor
- Secuencias en 24h
- Tele Planeta
- Telediario
- Vespre 24
- Zoom Exprés
- Zoom Net
- Zoom Tendencias

## Direttori
| Nome                      | Periodo                             | Note                 |
| ------------------------- | ----------------------------------- | -------------------- |
| Pedro González            | 15 settembre 1997 - 22 giugno 1999  |                      |
| Pedro Roncal              | 22 giugno 1999 - 28 aprile 2004     |                      |
| Juan Cristóbal Vidal Doce | 28 aprile 2004 - 22 luglio 2008     |                      |
| Juan Pedro Valentín       | 22 luglio 2008 - 23 ottobre 2009    |                      |
| Asunción Gómez Bueno      | 23 ottobre 2009 - 3 agosto 2012     |                      |
| Sergio Martín Herrera     | 3 agosto 2012 - 11 agosto 2016      |                      |
| Moisés Rodríguez          | 11 agosto - 21 dicembre 2016        | direttore ad interim |
| Álvaro Zancajo            | 21 dicembre 2016 - 6 settembre 2018 |                      |
| Cristina Ónega            | dal 6 settembre 2018                |                      |

## Loghi

settembre 1997 – novembre 2005
novembre 2005 – 31 agosto 2008
In uso dal 31 agosto 2008